# Provorörelsen
Provo var en nederländsk motkulturrörelse under mitten av 1960-talet som fokuserade på att utlösa reaktioner hos makthavare genom att använda icke-våldsliga provokationer. Provo grundades 25 maj 1965 av Robert Jasper Grootveld, en tidig antitobaksaktivist, samt av anarkisterna Roel van Duyn and Rob Stolk. Provo upplöstes officiellt den 13 maj 1967. Den efterträddes av kabouter.